# 索默拉赫
索默拉赫是德国巴伐利亚州的一个市镇。总面积5.67平方公里，总人口1415人，其中男性700人，女性715人（2011年12月31日），人口密度250人/平方公里。